# Buzzword compliance
Buzzword compliance (engl. buzzword ‚Schlagwort‘ und compliance ‚Einhaltung‘, ‚Übereinstimmung‘) ist ein ironischer Ausdruck, der scherzhaft eine sinnlose Konformität mit neumodischen Schlagwörtern attestiert. Der Begriff wird besonders in der Informationstechnik verwendet und ist in Anlehnung an englisch standards-compliant (‚Einhaltung technischer Standards‘) gebildet.
Bei den Schlagwörtern kann es sich entweder um Worthülsen ohne greifbare technische Bedeutung handeln oder um tatsächlich existierende technische Standards, die im gegebenen Zusammenhang aber überflüssig wären und nur aus Marketinggründen implementiert wurden. Im weiteren Sinne kann der Begriff auch für eine unverständliche Ausdrucksweise stehen.